# 안상원 (1987년)
안상원(安相元, 1987년 4월 21일 ~ )은 대한민국의 전직 스타크래프트 프로게이머로, 테란 유저이다. 아이디는 Shine[Name].
2004년부터 프로게이머 활동을 시작하였으며, 2005년 상반기 드래프트에서 KOR(현 하이트 스파키즈)의 2차 지명으로 입단하였다.
2009년 2월 9일 KTF 매직엔스(현 KT 롤스터)로 이적하였다.
2009년 FA선언을 했으나 입찰 팀이 존재하지 않았고, 2009년 9월 은퇴를 선언하였다.

## 주요 기록
- 2004년 제5회 커리지매치 입상
- 2006년 2006 신한은행 스타리그 시즌2 16강
- 2007년 곰TV MSL 시즌2 32강
- 2007년 곰TV MSL 시즌3 32강
- 2008년 곰TV MSL 시즌4 16강
- 2009년 아발론 MSL 2009 32강